# Sphaeralcea moorei
Sphaeralcea moorei är en malvaväxtart som först beskrevs av Stanley Larson Welsh, och fick sitt nu gällande namn av N.Duane Atwood och S.L.Welsh. Sphaeralcea moorei ingår i släktet klotmalvor, och familjen malvaväxter. Inga underarter finns listade i Catalogue of Life.